# Franc Kostiukiewicz
Franc Kostiukiewicz, biał. Франц Касцюкевіч (ur. 4 kwietnia 1963) – białoruski lekkoatleta specjalizujący się w chodzie sportowym. W czasie swojej kariery reprezentował również Związek Socjalistycznych Republik Radzieckich oraz Wspólnotę Niepodległych Państw.

## Sukcesy sportowe
- halowy mistrz Związku Radzieckiego w chodzie na 5000 metrów – 1991[1]

| Rok  | Miasto                    | Zawody                            | Konkurencja    | Wynik         |
| ---- | ------------------------- | --------------------------------- | -------------- | ------------- |
| 1989 | Budapeszt                 | Halowe mistrzostwa świata         | chód na 5000 m | brązowy medal |
| 1989 | L’Hospitalet de Llobregat | Puchar świata w chodzie sportowym | chód na 20 km  | złoty medal   |
| 1991 | Sewilla                   | Halowe mistrzostwa świata         | chód na 5000 m | brązowy medal |
| 1992 | Genua                     | Halowe mistrzostwa Europy         | chód na 5000 m | srebrny medal |

## Rekordy życiowe
- chód na 3000 metrów – 11:08,5 – Bańska Bystrzyca 30/08/1985 (rekord Białorusi)
- chód na 5000 metrów (hala) – 18:23,88 – Wołgograd 09/02/1991 (rekord Białorusi, rekord świata do 10/03/1991[2])
- chód na 10 000 metrów (hala) – 38:54,4 – Mińsk 03/02/1996
- chód na 20 kilometrów – 1:18:51 – Moskwa 26/05/1990